# Campénéac
Campénéac é uma comuna francesa na região administrativa da Bretanha, no departamento Morbihan. Estende-se por uma área de 61,13 km². Em 2010 a comuna tinha 1 934 habitantes (densidade: 31,6 hab./km²).